# Actinote alcione
Actinote alcione är en fjärilsart som beskrevs av William Chapman Hewitson 1852. Actinote alcione ingår i släktet Actinote och familjen praktfjärilar. Inga underarter finns listade i Catalogue of Life.